# Israel en los Juegos Paralímpicos de Río de Janeiro 2016
Israel estuvo representado en los Juegos Paralímpicos de Río de Janeiro 2016 por un total de 33 deportistas, 17 hombres y 16 mujeres.

## Medallistas
El equipo paralímpico israelí obtuvo las siguientes medallas:
| Nombre        | Deporte  | Evento                                      |
| ------------- | -------- | ------------------------------------------- |
| Oro           |          |                                             |
| —             |          |                                             |
| Plata         |          |                                             |
| —             |          |                                             |
| Bronce        |          |                                             |
| Inbal Pezaro  | Natación | 200 m estilos SM5 femenino                  |
| Moran Samuel  | Remo     | Scull individual ASW1x femenino             |
| Doron Shaziri | Tiro     | Rifle en tres posiciones 50 m SH1 masculino |